# Brian Fitzpatrick (homme politique américain)
Pour les articles homonymes, voir Brian Fitzpatrick.
Brian Fitzpatrick, né le 17 décembre 1973 à Levittown (Pennsylvanie), est un homme politique américain, membre du Parti républicain. Il est élu de Pennsylvanie à la Chambre des représentants des États-Unis depuis 2017.

## Biographie
Brian Fitzpatrick est né et a grandi à Levittown, dans le comté de Bucks en Pennsylvanie,. Il travaille pour le procureur des États-Unis puis devient agent spécial du FBI, s'occupant notamment d'affaires de corruption et de terrorisme. Il est également comptable public.
En 2016, il se présente à la Chambre des représentants des États-Unis. Il quitte son poste au FBI en Californie pour briguer la succession de son frère Mike Fitzpatrick dans le 8e district de Pennsylvanie, le plus compétitif de l'État. Il remporte facilement la primaire républicaine avec 78 % des voix devant l'ancien conseiller du comté de Bucks Andrew Warren et le neuropsychologue Marc Duome. Dans ce district de la banlieue de Philadelphie, son opposant démocrate Steve Santarsiero lui reproche de faire campagne sur le nom de son frère et de ne pas s'opposer à Donald Trump. Fitzpatrick met l'accent sur la sécurité nationale et sa carrière au sein du FBI. Après la diffusion d'une vidéo controversée de Trump sur les femmes, il annonce qu'il ne votera pas pour le candidat républicain à l'élection présidentielle. Le 8 novembre, il est élu représentant avec 54,5 % des suffrages. Le district vote le même jour à 50,1 % pour Trump.
À l'approche des élections de 2018, la Cour suprême de Pennsylvanie déclare la carte des circonscriptions inconstitutionnelle, car favorisant le Parti républicain, et redessine les districts. Fitzpatrick est alors le seul représentant républicain à ne pas attaquer la décision en justice, se montrant favorable à une commission indépendante pour délimiter les districts. Fitzpatrick se présente donc dans le nouveau 1er district de Pennsylvanie, comprenant toujours le comté de Bucks mais ayant voté en faveur d'Hillary Clinton en 2016 (de deux points). Après avoir remporté la primaire républicaine avec deux-tiers des voix face à un républicain conservateur, il affronte la millionnaire démocrate Scott Wallace. Fitzpatrick attaque le démocrate qu'il considère comme « parachuté », et qui mène une campagne jugée mauvaise par les observateurs politiques. Dans un contexte favorable aux démocrates, particulièrement dans les banlieues similaires à son district, Fitzpatrick est réélu avec trois points d'avance sur Wallace.

## Positions politiques
Brian Fitzpatrick se décrit comme un républicain modéré,. Il est généralement considéré comme centriste.
Il soutient la construction d'une barrière physique à la frontière entre les États-Unis et le Mexique et s'oppose à l'accord de partenariat transpacifique ainsi qu'à l'avortement. Il vote par ailleurs la réforme fiscale républicaine de 2018.
Il est cependant en faveur d'une réduction des émissions de gaz à effet de serre et est soutenu par les Log Cabin Republicans. Au Congrès, il vote contre l'abrogation de l'Obamacare et est l'un des rares républicains à soutenir l'Equality Act interdisant les discriminations à l'égard des personnes LGBT.